# 33571 Jaygupta
33571 Jaygupta è un asteroide della fascia principale. Scoperto nel 1999, presenta un'orbita caratterizzata da un semiasse maggiore pari a 2,5874170 UA e da un'eccentricità di 0,1249383, inclinata di 3,55861° rispetto all'eclittica.